# إلتون هايز
إلتون هايز (بالإنجليزية: Elton Hayes)‏ هو عازف قيثارة وممثل بريطاني (وحمل سابقاً جنسية المملكة المتحدة لبريطانيا العظمى وأيرلندا)، ولد في 16 فبراير 1915 في المملكة المتحدة، وتوفي بنفس المكان في 23 سبتمبر 2001.

## وصلات خارجية
- إلتون هايز على موقع IMDb (الإنجليزية)
- إلتون هايز على موقع ألو سيني (الفرنسية)
- إلتون هايز على موقع ميوزك برينز (الإنجليزية)
- إلتون هايز على موقع أول موفي (الإنجليزية)
- إلتون هايز على موقع ديسكوغز (الإنجليزية)
- إلتون هايز على موقع قاعدة بيانات الفيلم (الإنجليزية)
- إلتون هايز على موقع كينوبويسك (الروسية)